# Taenaris saturatior
Taenaris saturatior är en fjärilsart som beskrevs av Hans Fruhstorfer 1904. Taenaris saturatior ingår i släktet Taenaris och familjen praktfjärilar. Inga underarter finns listade i Catalogue of Life.